# Atokita
L'atokita és un mineral de la classe dels elements natius. Rep el seu nom de la mina Atok (Sud-àfrica), on va ser descoberta l'any 1975.

## Característiques
L'atokita és un aliatge de pal·ladi, platí i estany, amb fórmula química (Pd,Pt)₃Sn. Cristal·litza en el sistema isomètric. La seva duresa a l'escala de Mohs és 4,5. És de color crema clar, opaca i amb una lluentor metàl·lica.
Segons la classificació de Nickel-Strunz, l'atokita pertany a «01.AF: Aliatges de PGE-metall» juntament amb els següents minerals: hexaferro, garutiïta, rustenburgita, zviaguintsevita, taimirita-I, tatianaïta, paolovita, plumbopal·ladinita, estanopal·ladinita, cabriïta, chengdeïta, isoferroplatí, ferroniquelplatí, tetraferroplatí, tulameenita, hongshiïta, skaergaardita, yixunita, damiaoïta, niggliïta, bortnikovita i nielsenita.

## Formació i jaciments
Es troba com grans molt escassos. La seva localitat tipus és la mina Atok, a Sud-àfrica. També se n'ha trobat a diverses localitats del Canadà (O'Neill i Seeley Lake), República Popular de la Xina (Midu), Finlàndia (Lemmenjoki), Rússia (Noril'sk, Dovyren, Karelia i Pechenga), Estats Units (Stillwater) i Zimbàbue (Chiredzi).